# جيمس أ. دوق
جيمس أ. دوق (بالإنجليزية: James Alan Duke)‏ هو عالم نبات أمريكي، ولد في 4 أبريل 1929 في برمنغهام في الولايات المتحدة، وتوفي في 10 ديسمبر 2017.